# كأس فرنسا 2003–04
كأس فرنسا 2003–04 (بالفرنسية: Coupe de France de football 2003-2004)‏ هو الموسم 87 من كأس فرنسا. أشرف على تنظيمه اتحاد فرنسا لكرة القدم، وفاز فيه باريس سان جيرمان.

## انظر ايضا
- كريم فرادين